# Janus (drengenavn)
 For alternative betydninger, se Janus. (Se også artikler, som begynder med Janus)
Janus er et drengenavn, som er afledt latinsk og Janus er navnet på en romersk gud afbildet med to ansigter.
I januar 2015 har 1305 danskere navnet Janus, ifølge Danmarks Statistik..

## Kendte personer med navnet
- Janus la Cour – dansk maler
- Janus Djurhuus – digter fra Fæørerne
- Bengt Janus – dansk forfatter
- Janus Kamban – billedehugger fra Færøerne
- Janus Friis – dansk IT-iværksætter
- Janus Nabil Bakrawi – dansk skuespiller
- Janus Billeskov Jansen – dansk filmklipper

## Navnets forekomst andre steder
- Janus (gud) er en romersk gud med to ansigter.
- Janus (måne) er en af planeten Saturns måner:

## Reference
1. ↑  Hvor mange hedder... – Danmarks Statistik